# イボテングタケ
イボテングタケ（疣天狗茸、学名: Amanita ibotengutake）とはハラタケ目テングタケ科テングタケ属の大型のキノコの一種。和名の由来は、テングタケに酷似し、傘の表面のイボが、より立体的についていることから名付けられている。地域により、ヒョウタケ、ハエトリ、ヘビキノコ、ヒョウタンの地方名でもよばれる。

## 特徴
北半球の温帯以北、アフリカなどに分布する。外生菌根菌（菌根性）。夏から秋にかけて、主にトウヒ、トドマツなどのマツ科の針葉樹林に多く発生する。
子実体は傘と柄からなる。傘は径4–20センチメートル (cm) 、灰褐色からオリーブ褐色で、縁には条線があり、表面に薄茶色を帯びたイボ状のツボの破片がついている。ヒダは白色で、柄に離生して密。
柄は白色かクリーム色で、小鱗片がつくかささくれ状になり、下方に向かってやや太く、基部は幾重ものリング状のツボの名残があり球根状の形をしている。上部にはとれやすいツバがつく。肉は白色で脆い。

## 分類
かつては、ブナ科の広葉樹林に多いテングタケ (Amanita pantherina) と長い間混同されていたが、2002年に新種として記載された。テングタケと比べるとイボテングタケのほうがより大型で、ツバがとれやすく、柄の基部のツボが幾重にもリング状にめくれ、傘の上のイボが褐色を帯びる傾向がある。しかし、肉眼による特徴の違いだけでは、両種の見分けがつきにくいこともある。決定的な違いは、顕微鏡でヒダにある担子器の細胞を観察すると、基部にクランプとよばれる構造の有無で確認できる。
宮城県仙台市近郊でハエトリモダシと呼ばれていたキノコを、松本彦七郎がイボテングタケと命名。1962年、竹本常松らによって本種から殺ハエ成分が特定されイボテン酸と名付けられたが、当時はA. strobiliformisとされていた。その後、テングタケではないかというテングタケ説が生じ定着もした。ようやく2002年になって、遺伝子マーカーによる分子生物学的調査から正式に独立種と認められた。

## 毒性
イボテン酸、ムッシモール、スチゾロビン酸などを含み、有毒である。イボテン酸は、本種からはじめて抽出された有毒成分である。日本では、ハエの捕殺に利用された。
テングタケやベニテングタケ (Amanita muscaria) と同様の中毒症状になるが、毒性はより強いといわれる。食後30分で、胃腸系（腹痛、嘔吐、下痢など）と神経系（発汗、心拍数増加、精神錯乱、幻覚、けいれんなど）の複雑な症状が現れる。重症化すると、呼吸困難、昏睡状態になる。